# US Open 2013 - Singolare maschile in carrozzina
Shingo Kunieda era il detentore del titolo ma è stato sconfitto in finale da Stéphane Houdet per 6-2, 6-4.

## Teste di serie
1. Shingo Kunieda (finale)
2. Stéphane Houdet (campione)

## Tabellone

### Legenda
| - Q = Qualificato - WC = Wild card - LL = Lucky loser | - ALT = Alternate - SE = Special Exempt - PR = Protected Ranking | - w/o = Walkover - r = Ritirato - d = Squalificato |

### Finali
|  | Quarti di finale  | Quarti di finale  | Quarti di finale  | Quarti di finale | Quarti di finale |  |  | Semifinali | Semifinali        | Semifinali        | Semifinali      | Semifinali      |   |   | Finali | Finali         | Finali         | Finali | Finali |  |
|  |                   |                   |                   |                  |                  |  |  |            |                   |                   |                 |                 |   |   |        |                |                |        |        |  |
|  | 1                 | Shingo Kunieda    | Shingo Kunieda    | 6                | 6                |  |  |            |                   |                   |                 |                 |   |   |        |                |                |        |        |  |
|  |                   | Gustavo Fernandez | Gustavo Fernandez | 1                | 2                |  |  | 1          | Shingo Kunieda    | Shingo Kunieda    | 7               | 7               |   |   |        |                |                |        |        |  |
|  | Ronald Vink       | Ronald Vink       | Ronald Vink       | 2                | 4                |  |  |            | Michael Jeremiasz | Michael Jeremiasz | 5               | 5               |   |   |        |                |                |        |        |  |
|  | Michael Jeremiasz | Michael Jeremiasz | Michael Jeremiasz | 6                | 6                |  |  |            |                   |                   |                 |                 |   |   | 1      | Shingo Kunieda | Shingo Kunieda | 2      | 4      |  |
|  | Joachim Gérard    | Joachim Gérard    | 2                 | 6                | 4                |  |  |            |                   | 2                 | Stéphane Houdet | Stéphane Houdet | 6 | 6 |        |                |                |        |        |  |
|  | Gordon Reid       | Gordon Reid       | 6                 | 4                | 6                |  |  |            | Gordon Reid       | 6                 | 2               | 4               |   |   |        |                |                |        |        |  |
|  |                   | Maikel Scheffers  | Maikel Scheffers  | 0                | 2                |  |  | 2          | Stéphane Houdet   | 1                 | 6               | 6               |   |   |        |                |                |        |        |  |
|  | 2                 | Stéphane Houdet   | Stéphane Houdet   | 6                | 6                |  |  |            |                   |                   |                 |                 |   |   |        |                |                |        |        |  |